# Charlotte Kroll
Charlotte Kroll geb. Charlotte Görner (* 6. März 1922 in Freital in Sachsen; † 13. Dezember 2016) war eine deutsche Zwangsarbeiterin und Opfer der NS-Diktatur. Weil sie einer schwangeren russischen Zwangsarbeiterin half, wurde sie verhaftet, ins Gefängnis gesteckt und ins Frauen-KZ Ravensbrück verschleppt, wo sie im Siemenslager Zwangsarbeit leistete.

## Leben
Aufgewachsen in Freital, gebar Charlotte Görner eine Tochter. Kurz darauf heiratete sie und hieß daraufhin Charlotte Kroll. Sie übersiedelten nach Hamburg. Nach der Einberufung ihres Mannes zur Wehrmacht ging sie zurück zu ihren Eltern nach Freital.
1942 begann Charlotte Kroll in einem Rüstungsbetrieb zu arbeiten. Hier musste sie sowjetische Zwangsarbeiterinnen in die Arbeit einweisen. Weil sie einer schwangeren Zwangsarbeiterin gebrauchte Kinderkleidung ihrer Tochter gab, wurde sie verhaftet und kam ins Gefängnis von Freital. Nach zwei Tagen wurde sie ins Dresdener Gefängnis verlegt. Hier blieb sie ein Jahr und wurde im Sommer 1943 ins Frauen-KZ Ravensbrück abtransportiert.

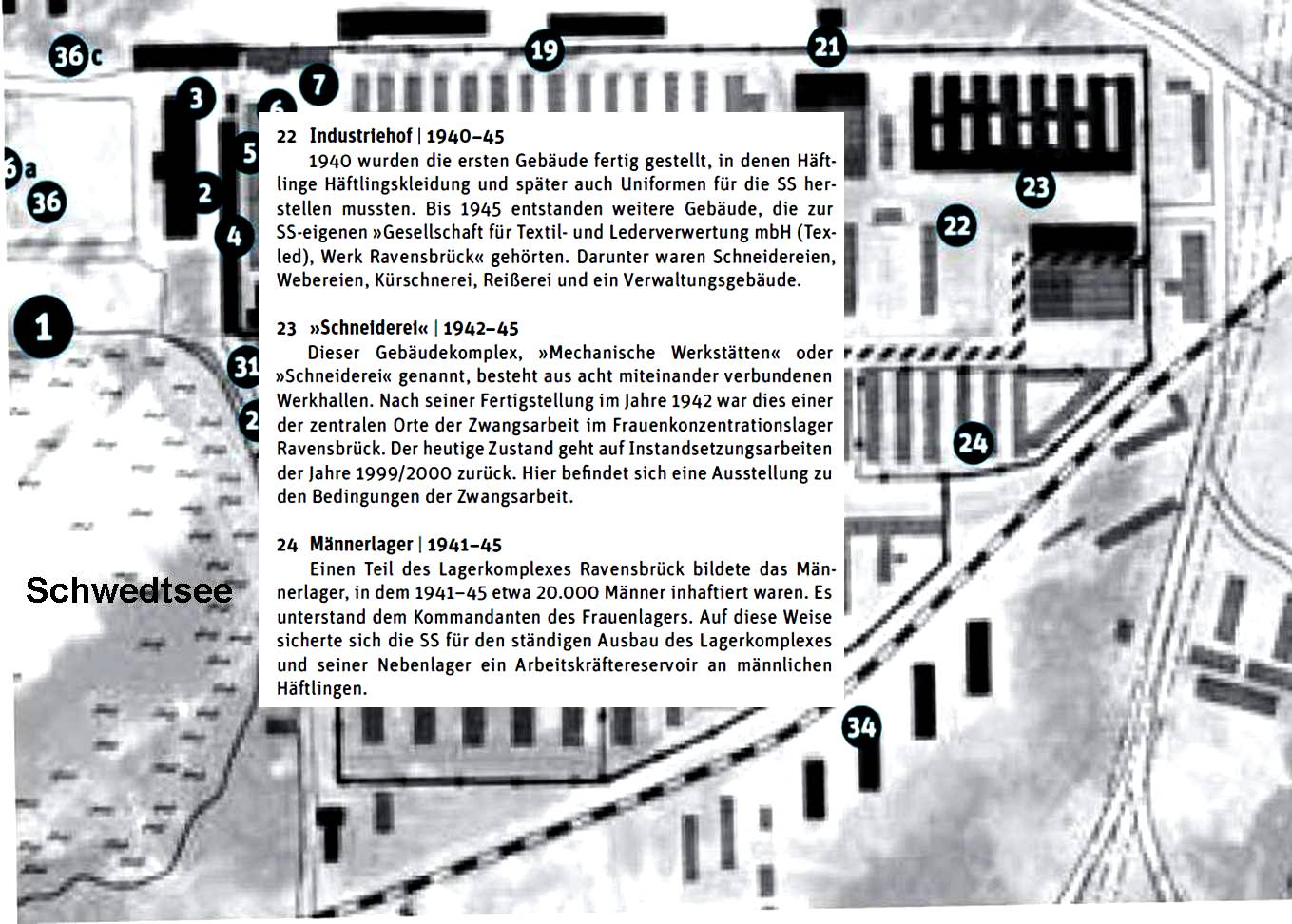
Lageplan des KZ Ravensbrück mit Details zum SS-Betrieb Texled

### Frauen-KZ Ravensbrück
Im KZ wurden ihr die Haare abrasiert und alle persönlichen Gegenstände weggenommen. Sie arbeitete kurze Zeit in der SS-eigenen KZ-Näherei Texled. Dies war einer der Gewinn abwerfenden produktiven Betriebe der SS auf dem KZ-Gelände. Anschließend kam sie nach einer Eignungsprüfung in das neben dem KZ befindliche Siemenslager und musste Spulen für elektrische Bauteile für die Rüstungsindustrie justieren. Wie im Betrieb Texled, wurde sie auch bei dieser Arbeit immer wieder aus für sie unerklärlichen Gründen durch die SS-Aufseherinnen geschlagen. Sie und ihre Mithäftlinge verstellten Maschinen sowie Werkzeuge, um die Produktion zu sabotieren. Beim heimlichen Kontakt mit anderen Häftlingen erfuhr sie von einer Zeugin Jehovas, dass diese jeden Samstag Blutwurst zum Brot bekamen. Da die Zeugen Jehovas aus Glaubensgründen keine Blutwurst essen und diese regelmäßig wegwarfen, konnte Charlotte ein paar Würste mitnehmen.

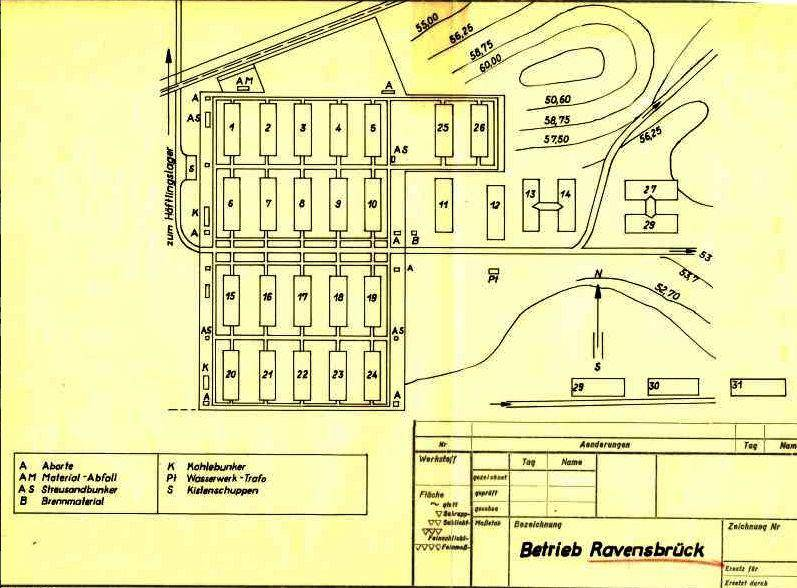
Lageplan des Siemenslagers Ravensbrück südlich des Stammlagers des KZ Ravensbrück

### Entlassung aus dem KZ Ravensbrück
Ihre Entlassung aus dem KZ Ravensbrück erfolgte im Sommer 1944, für sie genauso unerklärlich wie ihre Verhaftung. Ihre Tochter war nach ihrer Verhaftung in ein Heim gebracht worden und auch die Ehe wurde während des KZ-Aufenthaltes automatisch geschieden. Dass sie wegen des Geschenks an die russische Zwangsarbeiterin verhaftet worden war, wurde ihr erst Jahre später klar. 1945 zog sie wieder nach Hamburg, holte die Tochter zurück, heiratete und gebar eine zweite Tochter. Später zog sie mit den Töchtern zu ihren Eltern nach Freital und vor dem Mauerbau nach West-Berlin. Von Siemens erhielt Charlotte 1998 eine Entschädigungszahlung.

## Auszeichnungen
2010 bekam sie für ihr Engagement als Zeitzeugin den Verdienstorden des Landes Brandenburg und 2014 wurde sie mit der “Medaille zur Anerkennung von Verdiensten für das Gemeinwesen” ausgezeichnet.
Am 10. März 2015 erfolgte die Auszeichnung mit dem Verdienstkreuz am Bande des Verdienstordens der Bundesrepublik Deutschland. Als Begründung wurde genannt, dass sie zu den wenigen Zeitzeugen gehöre, die noch den jungen Generationen die Folgen der nationalsozialistischen Diktatur aus unmittelbarem Erleiden schildern könne. Sie engagiere sich dafür seit 2003 in der Gedenkstätte Ravensbrück, habe Schülern für Führungen, Projekte, Workcamps und Interviews zur Verfügung gestanden und habe Hunderten von Jugendlichen auf einzigartige Weise an die Geschichte des Nationalsozialismus herangeführt.